# Йохан Хайнрих фон Шьонбург-Ремзе
Йохан Хайнрих фон Шьонбург-Ремзе (на немски: Johann Heinrich von Schönburg-Remse; * 21 септември 1589; † 1 август 1651) е фрайхер от род Шьонбург, от 1612 г. господар на Ремзе в Саксония.

## Произход и наследство
Той е син (от 16 деца) на фрайхер Волф III фон Шьонбург-Глаухау (1605 – 1657) и първата му съпруга Елизабет Чернембл (1563 – 1601), дъщеря на Йохан (Ханс) Чернембл (1536 – 1595) и Барбара фон Щархемберг (1542 – 1584). Баща му се жени втори път на 16 ноември 1601 г. в Пениг за графиня Анна Барбара Ройс-Плауен-Унтерграйц (1585 – 1629).
Братята получават различни територии. Йохан Хайнрих получава Ремзе, който през 1533 г. е купен от господарите фон Шьонбург. Той умира без наследник на 61 години на 1 август 1651 г.

## Фамилия
Йохан Хайнрих фон Шьонбург се жени 1639 г. за графиня Мария Сибила фон Мансфелд-Хинтерорт (* 7 юли 1608; † 29 март 1642), дъщеря на граф Фридрих Кристоф фон Мансфелд (1564 – 1631) и графиня Агнес фон Еверщайн (1584 – 1626). Тя умира на 33 години. Те имат един син, който умира като бебе:
- Волф Кристоф фон Шьонбург-Ремзе (* 12 декември 1640; † 5 януари 1641)